# Ipimorpha gracilis
Ipimorpha gracilis är en fjärilsart som beskrevs av Adrian Hardy Haworth 1809. Ipimorpha gracilis ingår i släktet Ipimorpha och familjen nattflyn. Inga underarter finns listade i Catalogue of Life.